# Straight A's
Straight A's (bra: Tudo em Família; prt: Por Linhas Tortas) é um filme estadunidense de 2013, do gênero comédia dramática, dirigido por James Cox.

## Sinopse
A pedido de sua mãe, Scott, é um ex-alcoólatra que volta a Louisiana, sua cidade natal, para reencontrar seu irmão William e um antigo amor, Katherine que hoje é sua cunhada.

## Elenco
- Anna Paquin ... Katherine
- Ryan Phillippe ... Scott
- Luke Wilson ... William
- Christa Campbell ... Dana
- Powers Boothe .. Pai
- Tess Harper ... Mãe
- Riley Thomas Stewart ... Charles
- Ursula  Parker ... Gracie
- Josh Meyers ... Jason